# 플래시겟
플래시겟(FlashGet, 이전 이름은 제트카-JetCar)은 마이크로소프트 윈도우용 프리웨어 다운로드 관리자이다.

## 기능
- 구글 크롬, 인터넷 익스플로러, 오페라, 넷스케이프, 모질라, 모질라 파이어폭스, 시몽키, 아방트 브라우저, 맥스톤과 같은 웹 브라우저와의 통합
- 여러 개의 파일을 내려받을 수 있음
- 여러 곳으로부터 하나의 파일을 내려받을 수 있음
- 파일을 나눠서 내려받고, 동시에 각 단락을 내려받을 수 있음
- 통합된 웹 크롤러
- 언어 지원
- HTTP, HTTPS, FTP, MMS, RTSP, 비트토렌트 지원